# Śpiglówka
Śpiglówka (deutsch Spieglowken, 1938 bis 1945 Spiegelswalde) ist ein Ort in der polnischen Woiwodschaft Ermland-Masuren und gehört zur Gmina Reszel (Stadt- und Landgemeinde Rößel) im Powiat Kętrzyński (Kreis Rastenburg).

## Geographische Lage
Śpiglówka liegt inmitten der Woiwodschaft Ermland-Masuren, 18 Kilometer südwestlich der Kreisstadt Kętrzyn (deutsch Rastenburg). Unweit des Ortes liegt die mit 203 Metern ü. N.N. ehemals höchste Erhebung des Kreises Rastenburg.

## Geschichte
Ursprünglich bestand das Dorf Spieglowken aus mehreren kleinen Gehöften. 1820 wird der Ort als „ein adlig Dorf mit 9 Feuerstellen“ erwähnt. Als am 30. April 1874 der Amtsbezirk Rehstall (polnisch Stachowizna) gebildet wurde, wurde Spieglowken eingegliedert. Der Amtsbezirk wurde 1938 in „Amtsbezirk Pülz“ umbenannt und gehörte zum Kreis Rastenburg im Regierungsbezirk Königsberg in der preußischen Provinz Ostpreußen.
Am 30. September 1928 wurde aus der Landgemeinde Spieglowken, dem Waldhaus Spiegels-Korschen (polnisch Grzybowo), und den Vorwerken Spiegels-Jeesau und Spiegels-Langheim die neue Landgemeinde Spiegels (polnisch Śpigiel) gebildet. Spieglowken wurde als Teilortschaft dieser Gemeinde am 3. Juni (amtlich bestätigt am 16. Juli) 1938 in „Spiegelswalde“ umbenannt.
In Kriegsfolge kam der Ort 1945 mit dem gesamten südlichen Ostpreußen zu Polen und erhielt die polnische Namensform „Śpiglówka“. Heute ist das Dorf eine Ortschaft im Verbund der Stadt- und Landgemeinde Reszel (Rößel) im Powiat Kętrzyński (Kreis Rastenburg), bis 1998 der Woiwodschaft Olsztyn, seither der Woiwodschaft Ermland-Masuren zugeordnet.

### Einwohnerzahlen
| Jahr | Anzahl |
| ---- | ------ |
| 1820 | 55     |
| 1885 | 165    |
| 1905 | 151    |
| 1910 | 134    |
| 2011 | 28     |

## Kirche
Vor 1945 war Spieglowken resp. Spiegelswalde in die evangelische Kirche Warpuhnen in der Kirchenprovinz Ostpreußen der Kirche der Altpreußischen Union sowie in die katholische Kirche Heiligelinde (polnisch Święta Lipka) im damaligen Bistum Ermland eingepfarrt. Heute ist Śpiglówka kirchlicherseits ganz nach Warpuny ausgerichtet: zur dortigen evangelischen Kirche, die von der Pfarrei Sorkwity in der Diözese Masuren der Evangelisch-Augsburgischen Kirche in Polen betreut wird, und zur dortigen katholischen Pfarrei, jetzt im Erzbistum Ermland in der polnischen katholischen Kirche.

## Verkehr
Śpiglówka liegt an einer Nebenstraße, die das Dorf Pilec (Pülz) mit Burszewo (Burschewen, 1938 bis 1945 Prußhöfen) und Wola (Dürwangen) an der Woiwodschaftsstraße 590 verbindet. Außerdem endet innerorts eine von Plenowo (Plönhöfen) und Widryny (Widrinnen) kommende Nebenstraße.  